# Подень (Клуж)
Подень, Подені (рум. Podeni) — село у повіті Клуж в Румунії. Входить до складу комуни Молдовенешть.
Село розташоване на відстані 292 км на північний захід від Бухареста, 39 км на південь від Клуж-Напоки.

## Населення
За даними перепису населення 2002 року у селі проживали 647 осіб.
Національний склад населення села:
| Національність | Кількість осіб | Відсоток |
| -------------- | -------------- | -------- |
| румуни         | 628            | 97,1%    |
| цигани         | 18             | 2,8%     |

Рідною мовою назвали:
| Мова      | Кількість осіб | Відсоток |
| --------- | -------------- | -------- |
| румунська | 628            | 97,1%    |
| циганська | 19             | 2,9%     |